# واسط (الجولان)
واسط قرية سورية مدمرة في الجولان المحتل تتبع إداريّاً لمركز ناحية مسعدة، تقع على هضبة بركانية غرب مدينة القنيطرة، تطلّ منها على سهل الحولة بفلسطين المحتلة.